# Nephelopsis obscura
Nephelopsis obscura är en ringmaskart som beskrevs av Addison Emery Verrill 1872. Nephelopsis obscura ingår i släktet Nephelopsis och familjen hundiglar. Inga underarter finns listade i Catalogue of Life.